# شیسهایم
شیسهایم (به آلمانی: Schiesheim) یک شهر در آلمان است که در Verbandsgemeinde Hahnstätten واقع شده‌است. شیسهایم ۲۵۵ نفر جمعیت دارد.